# ラッパスイセン

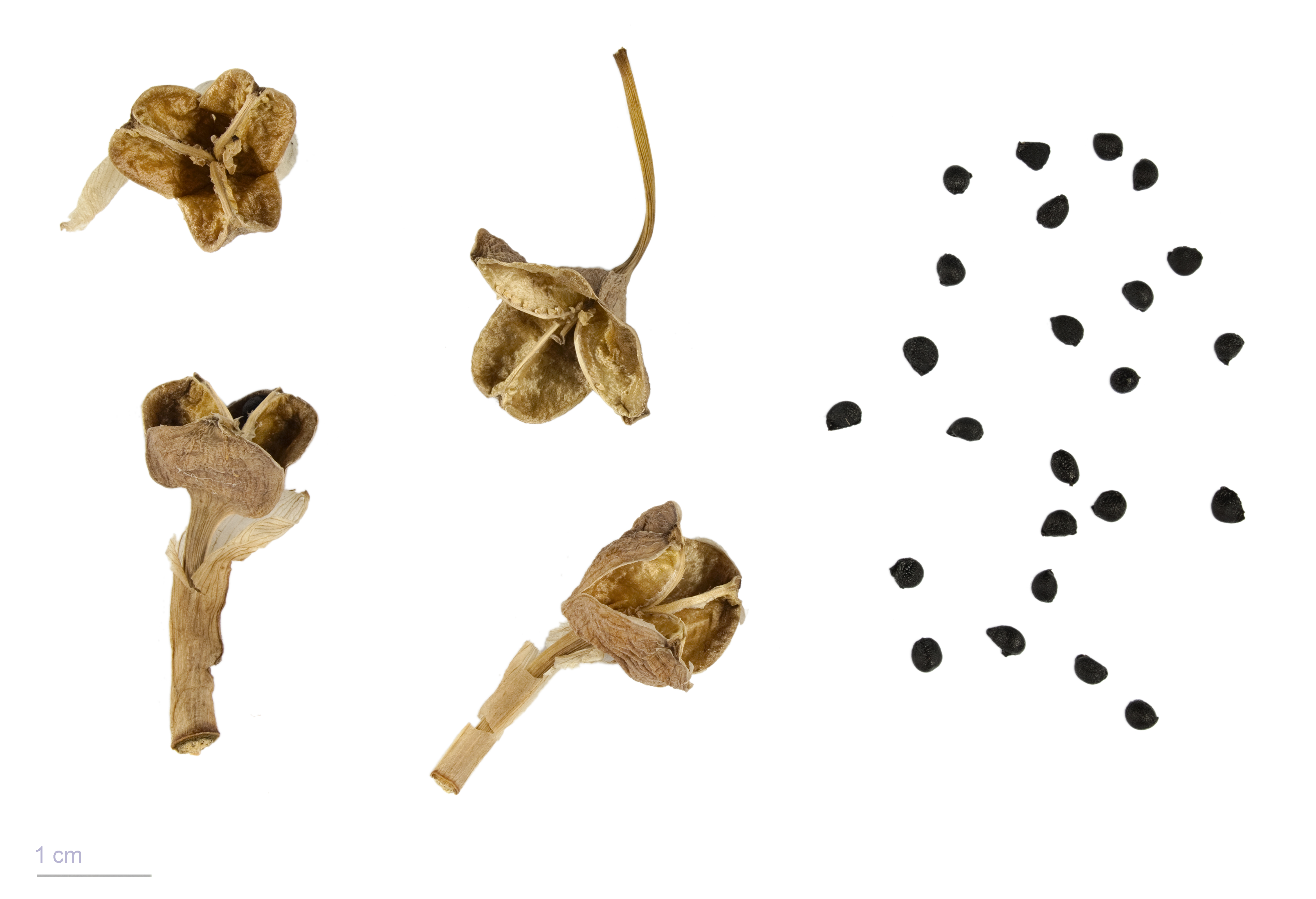
Narcissus pseudonarcissus

ラッパスイセンまたはラッパズイセン（喇叭水仙, 学名:Narcissus pseudonarcissus）は、ヒガンバナ科スイセン属の多年草。
花被片は黄色で、内側の副花冠はやや色が濃い。茎の根本から立ち上がっている葉は長細く、灰色がかった緑色を呈す。種子から育ち、発芽してから開花するまでには5年から7年を要する一方で球根からも育てることが可能である。有性生殖においては親花両方の形質が遺伝するため、園芸用の雑種が野生種の近くに植えられた場合、野生種が淘汰されてしまうおそれがあることが指摘されている。
分布は、東西範囲にスペイン・ポルトガルからドイツ、北はイギリスまでである。

## 文化
英国を代表するロマン派詩人、ウィリアム・ワーズワースの詩『水仙（The Daffodils）』がよく知られており、イギリスでは、春を象徴する花として親しまれている。
ウェールズ語ではCennin Pedrと言い、リーキとともにウェールズの国花の1つとなっている。
英国首相になったウェールズ生まれの政治家デイヴィッド・ロイド・ジョージは、ラッパスイセン（daffodil）の強力な支持者だった。1911年にカーナーヴォンに行われた後のエドワード8世国王のプリンス・オブ・ウェールズの叙任式で、デイヴィッド・ロイド・ジョージがラッパスイセンを飾ったとされ、ウェールズに普及した。
毎年3月1日、ウェールズの守護聖人である「聖デイビッドの日」には、ウェールズ人はラッパスイセンとリーキの飾りを身につけてお祝いをしている。